# Tango izgubljenih duša
Tango izgubljenih duša je epizoda Dilan Doga objavljena u Srbiji premijerno u svesci #170. u izdanju Veselog četvrtka. Koštala je 270 din (2,3 €; 2,7 $). Imala je 94 strane. Na kioscima u Srbiji se pojavila 18. februara 2021.

## Originalna epizoda
Originalna epizoda pod nazivom Nessuno e innocente objavljena je premijerno u #379. regularne edicije Dilana Doga u Italiji u izdanju Bonelija. Izašla je 29.3.2018. Naslovnu stranicu je nacrtao Điđi Kavenađo. Scenario je napisao Điđi Simeone, a nacrtao Brindisi Bruno. Koštala je 3,9 €.

## Prethodna i naredna epizoda
Prethodna epizoda nosila je naziv Spavati, možda i sanjati (DD169), a naredna Niko nije nevin (DD171).